# Super Bowl XXI
Super Bowl XXI var den 21:a upplagan av Super Bowl, finalmatchen i amerikansk fotbolls högsta liga, National Football League, för säsongen 1986. Matchen spelades 25 januari 1987 mellan Denver Broncos och New York Giants, och vanns av New York Giants. De kvalificerade sig genom att vinna slutspelet i konferenserna American Football Conference respektive National Football Conference. Värd för Super Bowl XXI var Rose Bowl i Pasadena, Kalifornien i Kalifornien.
New York Giants hade börjat hälla sportdryck över tränaren efter vunna matcher i serien. Det gjorde man även efter vinsten i Super Bowl-matchen, och det har sedan blivit tradition att det vinnande laget i Super Bowl försöker tömmer en tunna sportdryck över sin tränare.
Halvtidsunderhållningen leddes av skådespelarna George Burns och Mickey Rooney, och var en hyllning till Hollywood som firade hundra år och sedan blev USA:s filmcentrum.